# Peneicultura

Granja de gambes a Corea del Sud.

La peneicultura és l'aqüicultura de les gambes. El nom "peneicultura" prové del fet que pràcticament totes les gambes que es cultiven a les granges pertanyen a la família Penaeidae o penèids. Dins d'aquesta família només dues espècies Penaeus vannamei i Penaeus monodon ja comprenen més del 80% de totes les gambes cultivades.
El conreu industrial de gambes requereix basses d'uns 1.000 m², situades preferentment en zones que ja són aiguamolls salats naturals o estuaris. A certes zones del sud-est asiàtic les condicions climàtiques permeten que el conreu de gambes es pugui fer tot l'any.
Al mar Mediterrani la peneicultura només es pot practicar durant els mesos d'estiu, car les espècies de penèids utilitzades industrialment són susceptibles al fred. Aquest tipus de monoconreu és molt vulnerable a diverses malalties que poden exterminar totalment la població de gambes. La situació de les granges en zones importants ecològicament, com aiguamolls costaners, causa problemes als hàbitats contigus. Les queixes de diverses ONGs varen portar als governs de certs països a regular més estrictament la peneicultura l'any 1999.

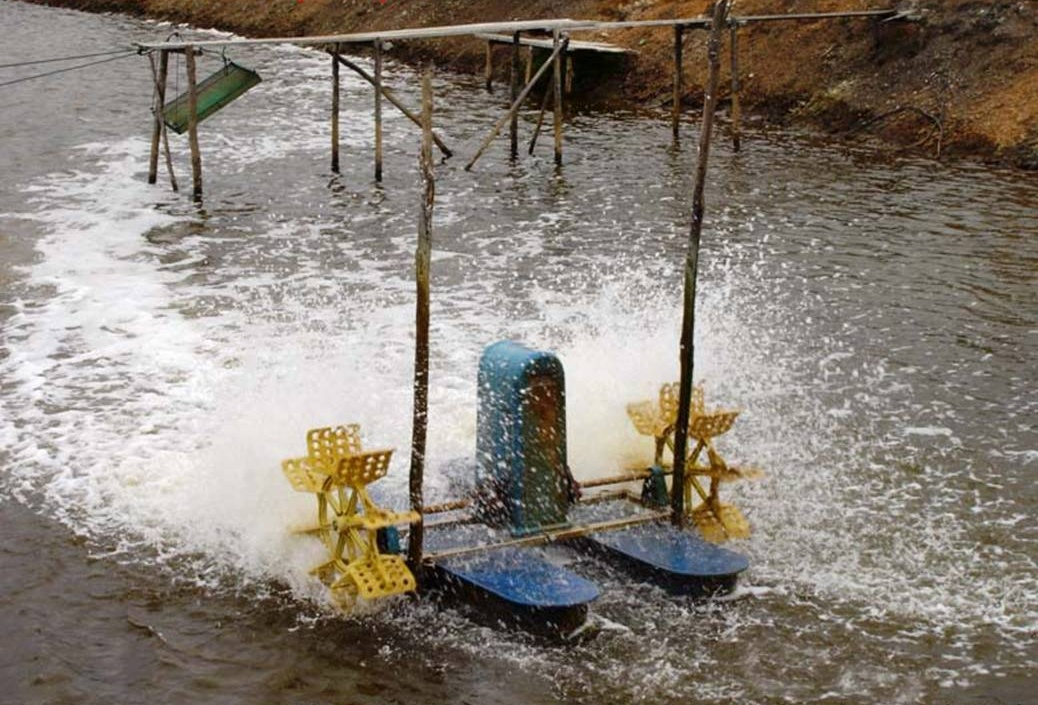
Airejador de pales a una granja de peneicultura
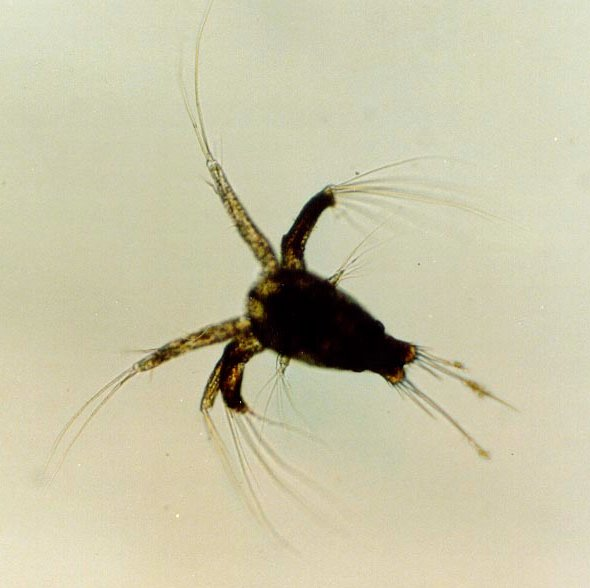
Naupli d'una gamba